# Jamie Dwyer
Jamie Dwyer (* 12. března 1979 Rockhampton, Queensland) je australský pozemní hokejista, člen zlatého týmu z olympijských her 2004 v Athénách, kde vstřelil vítězný gól ve finálovém zápase proti Německu.
V roce 2007 a 2004 byl vyhlášen nejlepším pozemním hokejistou světa, v roce 2004 získal 47 % možných hlasů.